# Trung tâm Huấn luyện Biệt động quân Dục Mỹ
Trung tâm Huấn luyện Biệt động quân Dục Mỹ (tiếng Anh: Duc My Ranger Training Center, DMRTC) là một Cơ sở đào tạo nhân sự cho Binh chủng Biệt động quân. Về mặt quản lý trực thuộc và dưới sự điều hành của Tổng cục Quân huấn thuộc Bộ Tổng Tham mưu, tồn tại từ 1961 đến 1975, tọa lạc tại địa phận thị trấn Dục Mỹ, xã Ninh Sim, quận Ninh Hòa, tỉnh Khánh Hòa.

## Lịch sử
Vào năm 1960, để đối phó lại Mặt trận Giải phóng Miền Nam Việt Nam (một công cụ do Đảng Lao động nhào nặn ra nhằm phát động Chiến tranh du kích đánh phá các đơn vị của Quân lực Việt Nam Cộng hòa). Một Binh chủng mới được Bộ Tổng Tham mưu Quân lực Việt Nam Cộng hòa thành lập mang tên là Binh chủng Biệt động quân(hậu thân của các chiến sĩ Biệt động đội cũ), chuyên dùng chiến thuật "Gậy ông đập lưng ông" tức là lấy "Du kích phản lại du kích" để tiêu diệt kẻ thù.
Ban đầu, tất cả các chiến sĩ Biệt Động quân đều được tuyển chọn từ các tay súng gan dạ, có kỷ luật và có nhiều kinh nghiệm chiến trường của các Sư đoàn Bộ binh để làm nòng cốt, lập thành từng Đại đội Biệt lập tung ra trên khắp các chiến trường. Kế đến, thành lập ba ban Huấn luyện chuyên biệt về chiến thuật phản du kích của Biệt động quân, do các sĩ quan ưu tú đã được gởi đi Mỹ học khóa RANGER trở về nước huấn luyện cho từng cán bộ, chiến sĩ nòng cốt nói trên gồm có:
1. Ban Huấn luyện chuyên biệt về Biệt động quân ở Đà Nẵng.
2. Ban Huấn luyện chuyên biệt về Biệt động quân ở Đồng Đế, Nha Trang.
3. Ban Huấn luyện chuyên biệt về Biệt động quân ở Sông Mao.

Các đại đội Biệt động quân biệt lập đã thành công trong nhiều sứ mạng phản du kích trên khắp các chiến trường, khiến cho du kích đối phương bị tiêu diệt khá nhiều. Đó là sự góp phần không nhỏ về công lao huấn luyện khắt khe, kỹ lưỡng, và đa hiệu của các ban Huấn luyện chuyên biệt này.
Cũng vì vậy, ngày 1 tháng 8 năm 1961, Bộ Tổng Tham mưu Quân Lực Việt Nam Cộng hòa quyết định sáp nhập ba ban Huấn luyện chuyên biệt đó lại, để thành lập một Trung tâm Huấn luyện Biệt động quân với tầm vóc quy mô hơn, đạt nhiều hiệu quả hơn, song song với đà mở rộng và gia tăng thêm nhiều Đại đội Biệt động quân Biệt lập mới nữa.
Địa điểm đồn trú của Trung tâm Huấn luyện Biệt động quân mới sáp nhập là sửa sang lại toàn bộ Doanh trại hoang phế của Trung tâm Huấn luyện Sư đoàn 23 Bộ binh đã di chuyển đi nơi khác, cộng thêm một phần đất của Bộ Tư lệnh Sư đoàn 23 Bộ binh (cũng đã di chuyển) tại Dục Mỹ thuộc xã Ninh Sim, quận Ninh Hòa, tỉnh Khánh Hòa để làm nơi huấn luyện, cho nên thường gọi là Trung tâm Huấn luyện Biệt động Quân Dục Mỹ. Phần đất còn lại của Bộ tư lệnh Sư đoàn 23 Bộ binh được trường Pháo binh Quân Lực Việt Nam Cộng hòa từ Bình Dương dời về tọa lạc.
Từ ngày 1 tháng 8 năm 1961 đáng ghi nhớ đó cho đến những ngày gần cuối "Tháng tư đen 1975", hễ ai đã từng đi lại trên đoạn đường Quốc lộ 21 (nay là Quốc lộ 26), nếu từ Ban Mê Thuột xuôi về hướng quận Ninh Hòa, khi đổ hết dốc đèo Phụng Hoàng để đi vào một thung lũng quang đãng rộng lớn hoặc từ quận Ninh Hòa đi ngược lên Ban Mê Thuột qua khỏi dãy Núi Đeo (cách Ninh Hòa trên 10 cây số) đều lần lượt thấy hiện ra nhiều nhà tranh, nhà gạch dọc ngang hai bên Quốc lộ, cất theo kiểu trại lính (gia binh) và thấy nhộn nhịp nhiều sắc lính đi lại tập tành dưới trời nắng đổ hào quang, hoặc dưới mưa dầm tơi tả, mà nhiều khi nước suối chảy xiết băng qua đường. Chính đó là Huấn khu Dục Mỹ với ba đơn vị huấn luyện gồm:
1. Trung tâm Huấn luyện Lam Sơn, huấn luyện và đào tạo Tân binh, Hạ sĩ quan Bộ binh.
2. Trường Pháo binh, huấn luyện và đào tạo về căn bản chuyên môn của ngành này.
3. Trung tâm Huấn luyện Biệt động quân Dục Mỹ, chuyên huấn luyện và đào tạo về căn bản tân binh Biệt động quân. Các khóa chiến thuật hành quân biệt động như: "Rừng núi sình lầy", chiến thuật "Hành quân Viễn thám", và bổ túc chiến thuật hành quân đơn vị cấp Đại đội, Tiểu đoàn.

## Chỉ huy trưởng qua các thời kỳ
| Stt | Họ và tên                                              | Cấp bậc  | Tại chức | Chú thích |
| --- | ------------------------------------------------------ | -------- | -------- | --- |
| 1   | Vĩnh Biểu Võ bị Địa phương Trung Việt K2 (Đập Đá, Huế) | Thiếu tá |          | Sau cùng là Đại tá phụ tá Thiếu tướng Hoàng Văn Lạc Tư lệnh phó Lãnh thổ Quân khu 1                                                                          |
| 2   | Đặng Văn Sơn Trường Hạ sĩ quan Pháp                    | Trung tá |          | Giải ngũ ở cấp Đại tá |
| 3   | Nguyễn Văn Kiên                                        | Trung tá |          | Giải ngũ cùng cấp |
| 4   | Trần Công Liễu Võ bị Đà Lạt K8                         | Thiếu tá |          | Sau cùng là Đại tá Thị trưởng Cam Ranh |
| 5   | Nguyễn Hữu Phú                                         | Trung tá |          | Giải ngũ cùng cấp |
| 6   | Nguyễn Khắc Trường Võ bị Đà Lạt K5                     | Trung tá |          | Sau cùng là Đại tá Tham mưu trưởng Bộ chỉ huy Biệt động quân Trung ương                                                                                      |
| 7   | Nguyễn Văn Đại Võ bị Đà Lạt K5                         | Đại tá   |          | Chỉ huy trưởng kiêm Xử lý thường vụ Chỉ huy trưởng Biệt động quân Quân khu 2 thay cho chuẩn tướng Phạm Duy Tất vào những ngày cuối cùng của tháng 3 năm 1975 |

## Liên kết
- ARVN Rangers Lưu trữ ngày 7 tháng 2 năm 2013 tại Wayback Machine
- Dục Mỹ ngày xưa